# 부여 백씨
부여 백씨(夫餘白氏)는 충청남도 부여군을 본관으로 하는 한국의 성씨이다. 시조는 백영신(白英臣)이다.

## 역사
부여 백씨 시조는 고려 전기에 부여군을 지냈다는 백영신(白英臣)이다. 임란 때 백수회(白受繪)가 계보를 잃고 후손들이 양산에 세거함으로써 양산 백씨가 생겼다. 

## 본관 연혁
부여는 본래 백제의 대산현(大山縣)이었고, 538년(백제 성왕 16)부터 660년(의자왕 20)까지 백제의 수도였다. 757년(신라 경덕왕 16) 한산(翰山)으로 고쳐 가림군(嘉林郡)의 영현으로 하였다. 
고려시대 들어서 940년(고려 태조 23) 홍산으로 고쳤다. 부여,가림,석성,홍산 4현에 감무가 설치되었다. 1175년(명종 5) 한산감무가 겸하였다. 조선시대에는 1군 3현(임천군, 부여현, 홍산현, 석성현)이 되어 1413년(조선 태종 13) 현감이 파견되었다. 1895년(고종 32) 군(郡)으로 승격되어 석성군(石城郡)과 함께 공주부(公州府) 관내가 되었다. 1896년 석성군, 임천군, 홍산군과 함께 충청남도 관내가 되었다. 
1914년 행정구역개편 때 부여군에 병합되어 홍산면이 되었다. 홍산(鴻山)이라는 지명은 그 모양이 나는 기러기처럼 생긴 비홍산(飛鴻山)에서 유래하였다. 1917년 현내면이 부여면으로 개칭되었다. 1960년 부여면이 부여읍으로 승격하였다. (1읍 15면)

## 인물
- 백수회(白受繪, 1574년 ~ 1642년) 자는 여빈(汝彬), 호는 송담. 양산(梁山) 출신. 사옹원과 예빈시의 참봉을 거쳐 인조(仁祖) 때 연신(筵臣)의 계달로 인해 자여도 찰방(自如察訪)에 제수되었다가 죽었다. 백수회는 나이 19세에 임진왜란을 만나 강산이 함몰당하자 ‘차라리 이씨의 귀신이 될 지언정 개와 양의 신하는 되지 않겠다. [寧爲李氏鬼 不作犬羊臣]’라는 10자(字)를 등에 써 붙였다. 왜적들이 항복시키려고 가마솥에 삶겠다고 협박하였으나 끝내 두려워하지 않자, 왜인이 의롭게 여겨 석방하여 돌려보냈다. 광해군(光海君) 때 길에서 흉소(凶疏)의 통문을 보고 통곡하면서 찢어버렸다. 1670년(현종 11) 경상감사 민시중(閔蓍重)이 앞뒤로 절개를 세운 일을 진달하자 호조참의에 증직되고 정문이 세워졌다.
- 백상홍(白尙烘, 1957년 ~ ) : 가톨릭대학교 의과대학 교수

## 과거 급제자
부여 백씨는 조선시대 무과 급제자 3명, 생원 1명, 진사 1명을 배출하였다.
무과
- 백한종(白漢宗, 1744년 ~ ? )
- 백사인(白思仁, 1735년 ~ ? )
- 백현장(白顯章, 1749년 ~ ? )

생원시
- 백내장(白來章, 1716년 ~ ? )

진사시
- 백동운(白東雲, 1804년 ~ ? )
- 백일환(白日煥, 1841년 ~ ? )

## 집성촌
- 양산시 동면 사송리
- 양산시 물금읍 가촌리
- 부산광역시 기장군 철마면 연구리(蓮龜里)
- 부산광역시 기장군 정관읍 달산리 독점마을
- 부산광역시 기장군 철마면 웅천리
- 부산광역시 기장군 장안읍 반룡리
- 부산광역시 기장군 일광읍 횡계리

## 인구
- 2015년 인구는 2,120명이다.

## 분파
- 양산 백씨(梁山白氏)는 임란 때 백수회(白受繪)가 계보를 잃고 후손들이 양산에 세거함으로써 생겼다. 부여 백씨의 분적종이다.